# TestOps
TestOps (или тестови операции от английски test operations)  се отнася до софтуерната дисциплина за тестване при оперативeни мениджмънт в рамките на процеса (който е цикличен) на предоставяне (доставка) на софтуер.
Инженерната дисциплина за тестване на софутерното качество е нова и еволюираща дисциплина, която включва функционални, но и нефункционални тестове. Софтуерното тестване, особено при agile програмирането и разработка е продължаващ (continuous) процес на тестване, при който програмисти и разработчици на софтуер, инженери по софтуерно качество, тестери (manual testers), мениджъри на продукти и други са част от процеса на програмиране, и тестване на качеството на софтуера.  Тъй като все повече програмисти и инженери се включват в процеса на тестване и проектите за тестване нарастват, нараства и необходимостта от развиване на дисциплина за мениджмънт на софтуерното качество и процесите на тестване на софтуера, както и мениджмънтът като цяло на софтуера, програмистите, тестърите, потребителите, системите и самите тестове.
TestOps e в помощ на тестовите екипи при мащабирането на техните тестове, подекипи и работата по качеството, като прави това действително ефективно, заради предпочитания тестови подход.